# 宮崎県道219号日向長井停車場線
宮崎県道219号日向長井停車場線（みやざきけんどう219ごう ひゅうがながいていしゃじょうせん）は、宮崎県延岡市を通る一般県道である。

## 概要
延岡市北川町長井のJR九州日豊本線の日向長井駅から延岡市北川町長井の国道10号交点に至る。
国道10号からは標識が表示されていない。

### 路線データ
- 起点：延岡市北川町長井（日向長井駅）
- 終点：延岡市北川町長井（国道10号交点）
- 延長：0.6 km（誤差あり）

## 歴史
- 1959年（昭和34年）6月1日 - 宮崎県告示第226号[1]により宮崎県道日向長井停車場線（一般県道）として路線認定がなされる。当時の整理番号は34だった（日向長井停車場 - 国道10号交点間）。
- 1972年（昭和47年）11月 - 宮崎県道219号日向長井停車場線（一般県道）となる。

## 地理

### 通過する自治体
- 延岡市

### 交差する道路
| 交差する道路            | 交差する場所 | 交差する場所 |
| ----------------------- | ------------ | ------------ |
| 国道10号 国道326号 重複 | 北川町長井   | 終点         |

### 沿線
- JR九州日豊本線 日向長井駅